# الغبيب (نعمان)

تعديل مصدري - تعديل

الغبيب هي إحدى قرى عزلة الساحة بمديرية نعمان التابعة لمحافظة البيضاء، بلغ تعداد سكانها 127 نسمة حسب تعداد اليمن لعام 2004.